# Heinola
Heinola – miasto w Finlandii w regionie Päijät-Häme. W grudniu 2023 miasto liczyło 17 963 mieszkańców.
W mieście znajduje się stacja kolejowa Heinola.

## Sport
- Heinolan Peliitat – klub hokejowy

## Miasta partnerskie
- Pieszczany, Słowacja
- Baranowicze, Białoruś
- Karlshamn, Szwecja
- Peine, Niemcy